# Jánské Koupele
Jánské Koupele (německy Bad Johannisbrunn), dříve také Melčské lázně, jsou bývalé lázně, část obce Staré Těchanovice v okrese Opava v Moravskoslezském kraji, severozápadně od Vítkova. Leží v rozsáhlých lesích při řece Moravici. Celý areál byl roku 2005 zapsán do seznamu kulturních památek České republiky. Památková ochrana byla v roce 2013 zúžena pouze na některé budovy. V památkovém katalogu Národního památkového ústavu je zapsáno celkem sedm objektů v areálu bývalých lázní, konkrétně léčebný dům, správní budova lázní, čtyři penziony a pavilon u pramene Pavla. Areál je dlouhodobě opuštěný a chátrá, do roku 2020 byla jeho vlastníkem společnost BANEBA s.r.o., kterou vlastnil podnikatel Petr Lex a tenista Tomáš Berdych. Na přelomu února a března 2020 koupil společnost BANEBA s.r.o. nový vlastník. Po změně vlastníka, jímž se stala ostravská akciová společnost Ipsum, bylo zaregistrováno i nové jméno – ze společnosti BANEBA s. r. o. se stala společnost Bad Johannisbrunn.

## Historie

### Počátky využívání pramenů
První písemná zmínka o léčivých pramenech na místě dnešních Jánských Koupelí pochází z roku 1640, lidé je však zřejmě využívali již daleko dříve. Na mapě Vévodství opavského ve Slezském atlasu z roku 1736 je místo poblíž Starých Těchanovic označeno symbolem džbánku. Od roku 1755 bylo panství Melč spolu s prameny součástí majetku Jezuitské koleje v Opavě a tehdejší otec regent dal v melčském zámku vybudovat lázeňskou místnost. V té době se voda z pramenů vozila na zámek v sudech. Po zrušení Jezuitského řádu připadl roku 1773 jeho majetek pod Studijní fond. Od té doby do počátku 19. století nejsou o minerálních pramenech u Starých Těchanovic téměř žádné písemné doklady.
Přesný rok založení Jánských Koupelí není znám. Jisté však je, že vznikly začátkem 19. století. Podle zápisu v Zemském archivu v Opavě, vznikla osada Bad Johannisbrun v roce 1812, ovšem první lázeňské budovy zde zřejmě stály již roku 1811. Jméno získala osada po svém zakladateli – hraběti Janovi z Tenczina, který zároveň nechal vyčistit místní minerální pramen. Pramen od té doby nese jméno Janův.

### Rozvoj lázní
Od počátku 19. století se Jánské Koupele rozvíjely a vzkvétaly. Napomáhala k tomu jednak krása údolí řeky Moravice, jednak dobová móda lázeňství a jednak dostupnost lázní z tehdejšího zemského hlavního města – Opavy. Ve 30. letech, kdy měla lázně ve správě hraběnka Karolina z Arz, však začaly lázně náhle upadat. Důvodem byla konkurence jiných lázeňských obcí a zřejmě také nezájem majitelky. O pozvednutí pověsti Jánských Koupelí se v 50. letech pokoušel lékař a odborník na balneologii Dr. Melion, který provedl analýzu zdejší vody. Situace se však začala lepšit až po objevu druhého pramene, který se nachází asi 120 metrů od Janova pramene a dostal jméno po dceři tehdejšího majitele hraběte Felixe z Arzu – Pavla. Hrabě Felix nechal pro nový pramen vyzdít studnu a nechal také zrekonstruovat lázeňské budovy. Roku 1884 se majitelem lázní stal podnikatel Carl Weisshuhn.

### Období největšího věhlasu

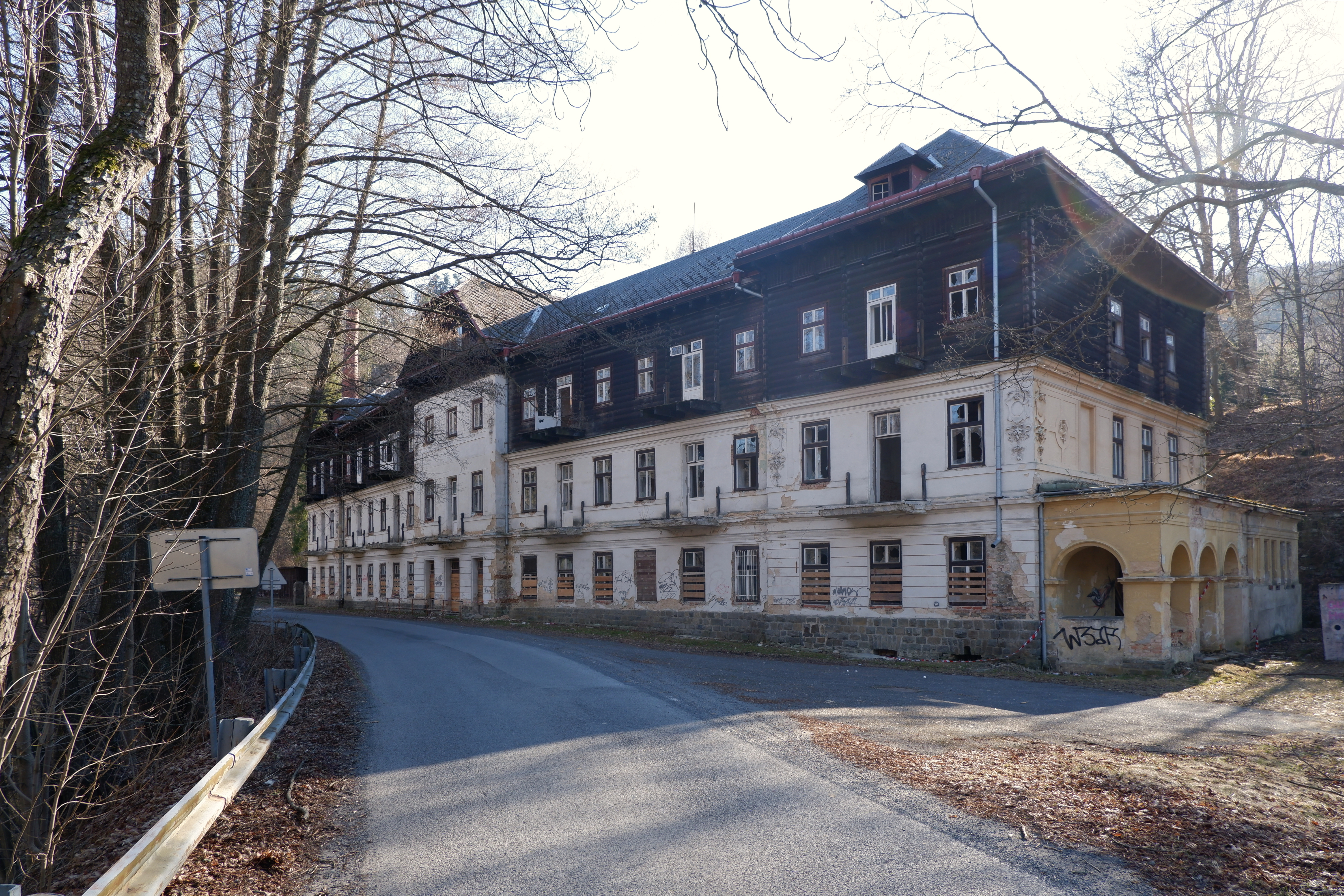
Bývalý penzion Pavla

Koncem 19. století začaly lázně – tehdy již pod nájemcem Adolfem Smetanou – opět upadat. V roce 1895 je odkoupil hrabě Camillo Razumovský, majitel panství Vikštejn a Melč. Hrabě se svou manželkou Marií se ukázali jako vzorní správci – věnovali značné sumy na údržbu cest, výstavbu kostelů, farních úřadů a kaplí, škol a pošt na celém jimi spravovaném území. Z Jánských Koupelí udělali Razumovští ozdobu svého panství, když začali s rozsáhlou modernizací lázní a mimo jiné nechali vyhloubit nový pramen s názvem Marie. Začátkem 20. století zažily lázně dobu své největší slávy a rozkvětu. Vznikla řada nových lázeňských budov sloužících k ubytování hostů i lékařů, nové lázeňské altánky, byly zrekonstruovány obě stávající studny a voda se také stáčela do láhví a pod názvem Stahlquelle Johanisbrunn prodávala. V nedalekém Moravickém mlýně byla postavena elektrárna, sloužící potřebám lázní.
Během první světové války se sice lázeňské podmínky mírně zhoršily, po válce však i přes pozemkovou reformu zůstaly Jánské Koupele v majetku Razumovských, kteří se o ně vzorně starali i v období První republiky. Ve třicátých letech zde vznikla moderní laboratoř a lázně byly celkově vybaveny nejmodernějšími dobovými technologiemi. Již v té době vařila zdejší jídelna moderní dietní stravu, včetně diabetické. Lázně byly bez přerušení funkční až do sezóny 1940 – ta se stala poslední zdejší lázeňskou sezónou vůbec. V té době se pozemky Razumovských spolu se zbytkem Sudet staly součástí Třetí říše. Jánské Koupele byly využívány jako výcvikové středisko Hitlerjugend a později zajatecký tábor pro důstojníky.

### Poválečné období
Po druhé světové válce byl majetek Razumovských na základě Benešových dekretů znárodněn a Razumovští odešli do Rakouska. V Jánských Koupelích vznikla dětská ozdravovna a později jedno z největších středisek ROH v Československu. Rekreace probíhaly pouze v teplejší polovině roku (od 15. května do 15. října), po zimní období byl areál prázdný. V 70. a 80. letech proběhla další rekonstrukce, tentokrát došlo k zavedení ústředního vytápění do pokojů hlavní budovy a rekreační středisko tak mohlo být využíváno celoročně.
Po revoluci v roce 1989 byl majetek lázní převeden na společnost OREA a do roku 1993 využíván k rekreaci. Od roku 1994 jsou všechny budovy lázní opuštěné a neudržované. Po uzavření lázní následoval vleklý soudní spor o vlastnictví lázní mezi státem a odbory. Tento spor stát vyhrál a areál prodal.

#### Současný stav
V roce 2003 lázně koupil podnikatel Jan Netal za 19 mil. Kč, v areálu se snažil provádět zajišťovací práce. Nenašel však dalšího investora ani se mu nepodařilo získat dotace, chátrání tedy pokračovalo. Celý areál byl roku 2005 zapsán do seznamu kulturních památek České republiky, ochrana byla v roce 2013 zúžena pouze na některé budovy.
V roce 2016 společnost BANEBA s.r.o., vlastnící lázně, prodala za 10 mil. Kč podnikateli Petru Lexovi a tenistovi Tomáši Berdychovi. Noví majitelé požádali v roce 2017 o vynětí lázní ze seznamu kulturních památek, jejich žádost však byla zamítnuta.
Dnes se na území kdysi slavných lázní nachází pouze chátrající budovy a chodníky zarůstající plevelem. Studny pramenů jsou zanesené hlínou a voda odtéká bez užitku do Moravice, nebo je zadržována na louce v okolí pramenů. Celkový stav lokality je značně neutěšený, do staveb zatéká a majitel má pouze minimální snahu objekty udržovat. Zároveň dochází k devastaci ze strany místních delikventů, kteří se zde scházejí.
Počátkem roku 2020 došlo k prodeji společnosti BENEBA s.r.o. spolumajiteli lyžařského areálu Kopřivná, Karlu Ležatkovi. Společnost také změnila jméno na Bad Johannisbrunn. Ležatka zmínil, že chce zachovat historický vzhled budov, pokud mu to jejich stav umožní, a případně vyjmout z památkové ochrany jenom nejvíce zchátralé budovy.

## Druhy léčby

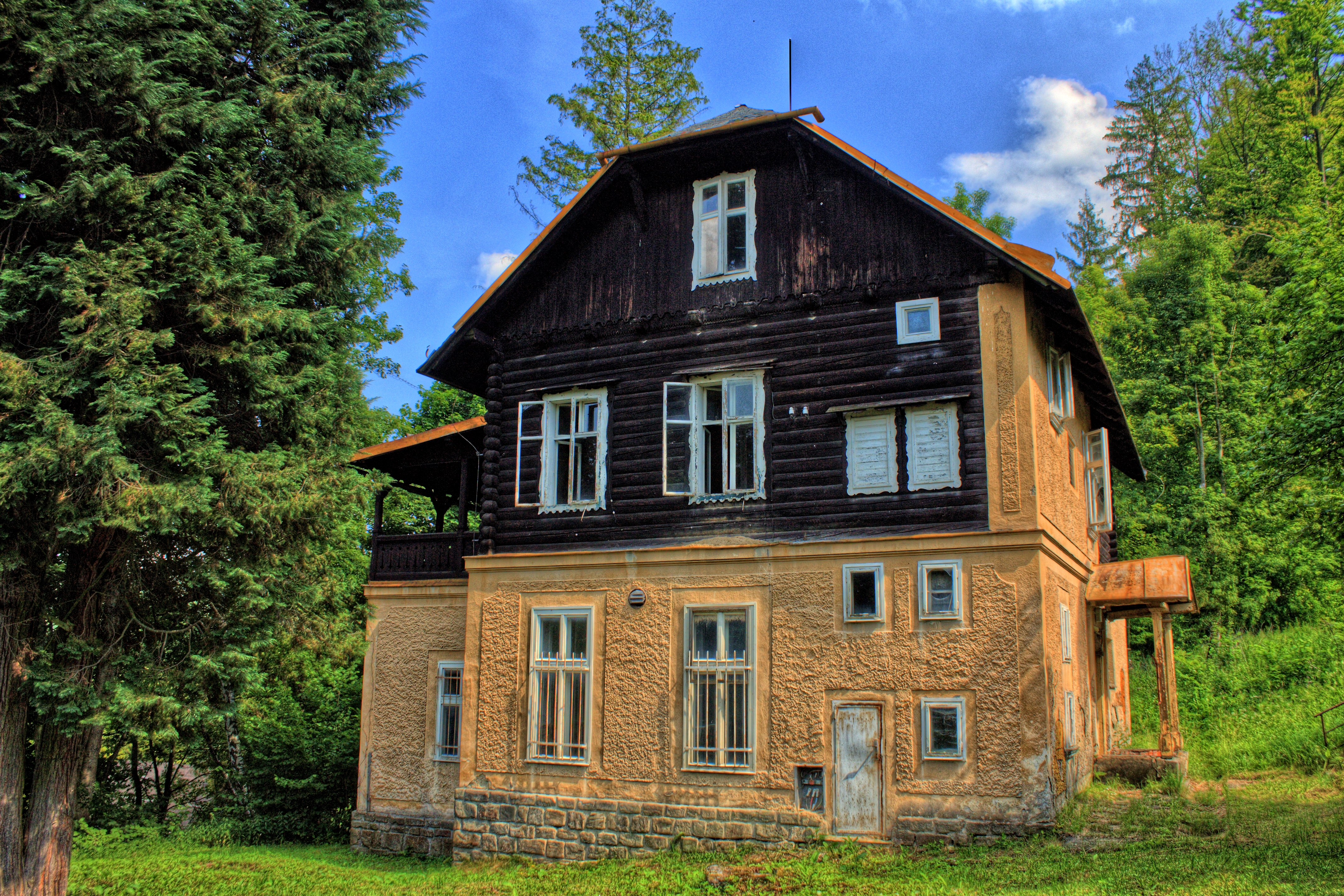
Bývalý penzion Silesia

Do Jánských Koupelí se chodily zotavovat osoby s chorobami srdce a oběhového ústrojí, křivicí, chronickými onemocněními kůže, dnou, otylostí, hemoroidy, revmatismem, závislostí na tabáku, morfinu a alkoholu, onemocněními nervové, zažívací, vylučovací či dýchací soustavy a míchy. Neprobíhala zde léčba tuberkulózy a psychických chorob.
Okolo Jánských Koupelí existovalo mnoho promenádních vycházkových tras, které se využívaly k takzvané terénní léčbě. Podél těchto tras byly lavičky, které umožňovaly odpočinek a relaxaci návštěvníků. Jedna z nejoblíbenějších byla procházka na skály Lorelei, která vedla na skály naproti Moravickému mlýnu, ze kterých byl krásný výhled na celé údolí Moravice. Z dalších procházkových cílů lze zmínit pavilony Gloriette a Karlovo zátiší, ke kterým vedla velice oblíbená Zahl Weg s očíslovanými lavičkami. Jiná cesta vedla lipovou alejí přes Schwestern Platz až do Camillova parku, kde stál altánek Marien Sitz.
V areálu lázní byly pro zábavu hostů pořádány různé kulturní akce. Konaly se tu koncerty, hrálo se divadlo, pořádaly se výlety do okolí nebo taneční zábavy. K dispozici byla také lázeňská knihovna, kulečník, hudební nástroje a tenisové kurty.

## Prameny

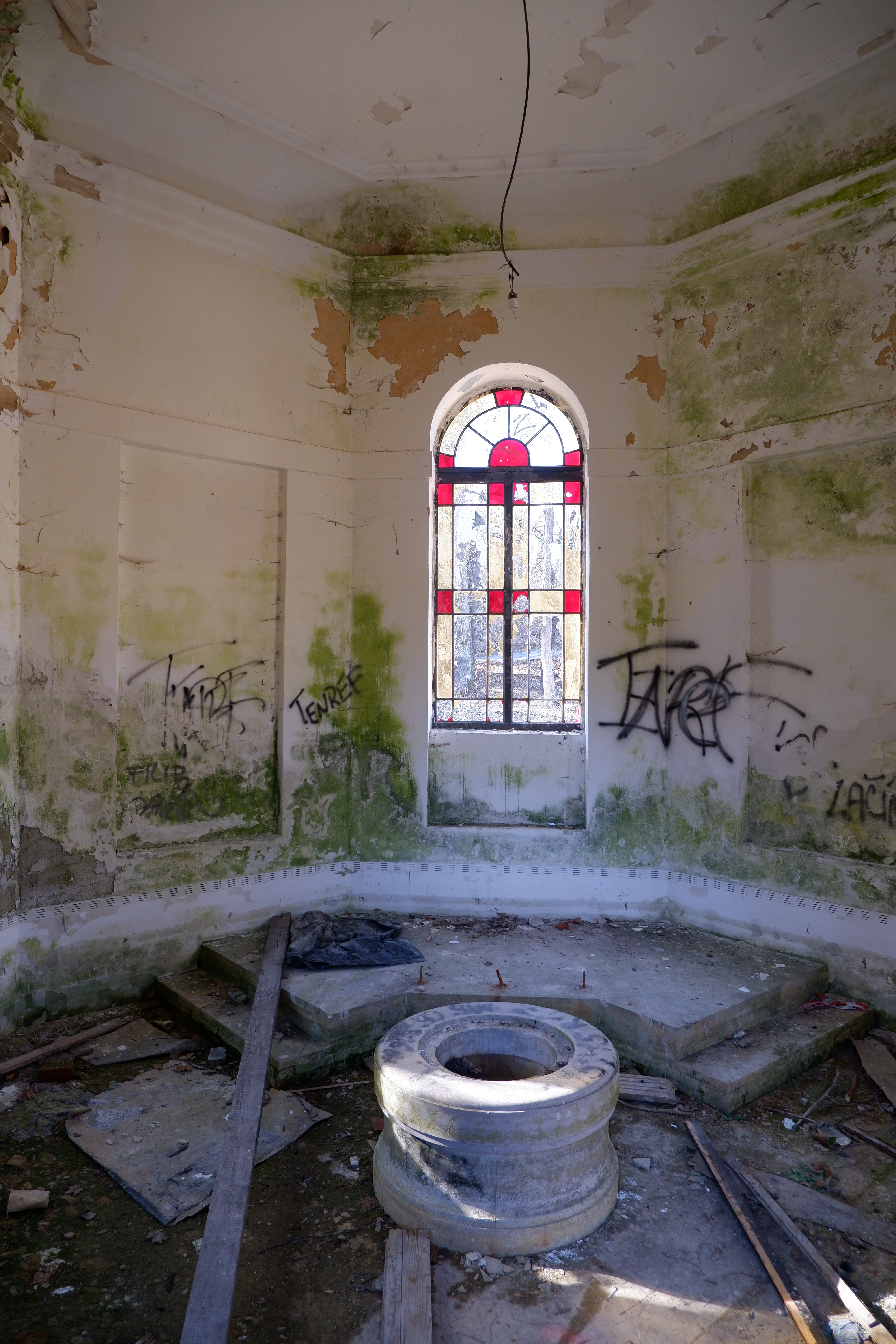
Pramen Pavla (stav 2022)

## Prameny[19]

### Janův
První využívaný pramen v Jánských Koupelích. Voda z něj byla využívána pro vodoléčebné účely.

### Pavla
Pramen objevený roku 1859. Podle analýzy uničovského lékárníka Dr. Doubravy (Analyse der Minerallquellen von Johannisbrunn) z roku 1862 se ve vodě tohoto pramene nachází osmnáct druhů minerálních příměsí. Dr. Doubrava ve své práci považoval vodu z pramene Pavla za srovnatelnou s vodou z Karlovy Studánky. Voda z Jánských Koupelí byla však bohatší na železo a volný oxid uhličitý.
Jinou analýzu vody provedl profesor Ernst Ludwig roku 1899. Z této práce vyplývá, že studna tohoto pramene je 7 metrů hluboká, voda má 8,7°C a vydatnost činí 10,7 litrů za minutu. Obsahy látek v litru vody: Fe ionty – 28 mg, volný CO2 – 3 g, radioaktivita –  37,7 Bq/l (2,8 Macheových jednotek). Minerálka z tohoto pramene, stejně jako z pramenů Marie a Lesního, byla plněna do láhví.

### Marie
Studna tohoto pramene byla vyhloubena v roce 1897. Kolem pramene Marie byla vybudována krytá kolonáda a lázeňské vily Eliška a Růženka. Podle analýzy z roku 1899 je studna hluboká 18,2 metrů, vydatnost pramene je 9,5 litrů za minutu a má teplotu 9,7 °C. Minerálka je bohatá na hořečnaté a vápenaté soli a v jednom litru se nachází 34 mg Fe3+, 3 g volného CO2 a její radioaktivita je 45,7 Bq/l (3,4 M. j.).

### Lesní pramen
Nejméně vydatný ze všech čtyř pramenů v Jánských Koupelích.

## Obyvatelstvo
| Rok            | 1869 | 1880 | 1890 | 1900 | 1910 | 1921 | 1930 | 1950 | 1961 | 1970 | 1980 | 1991 | 2001 | 2011 | 2021 |
| -------------- | ---- | ---- | ---- | ---- | ---- | ---- | ---- | ---- | ---- | ---- | ---- | ---- | ---- | ---- | ---- |
| Počet obyvatel | 0    | 0    | 0    | 28   | 16   | 0    | 22   | 0    | 0    | 6    | 7    | 0    | 0    | 0    | 0    |
| Počet domů     | 0    | 0    | 0    | 1    | 1    | 10   | 10   | 0    | 0    | 4    | 2    | 1    | 1    | 0    | 0    |

## Obecní správa
Při sčítání lidu v letech 1960–1978 Jánské Koupele byly osadou obce Kružberk v okrese Opava. Od 1. ledna 1979 do 29. února 1992 byly částí města Budišov nad Budišovkou v okrese Opava. Od 1. března 1992 jsou částí obce Staré Těchanovice v okrese Opava.

## Galerie
Galerie zdevastovaných budov z let 2020–2022.

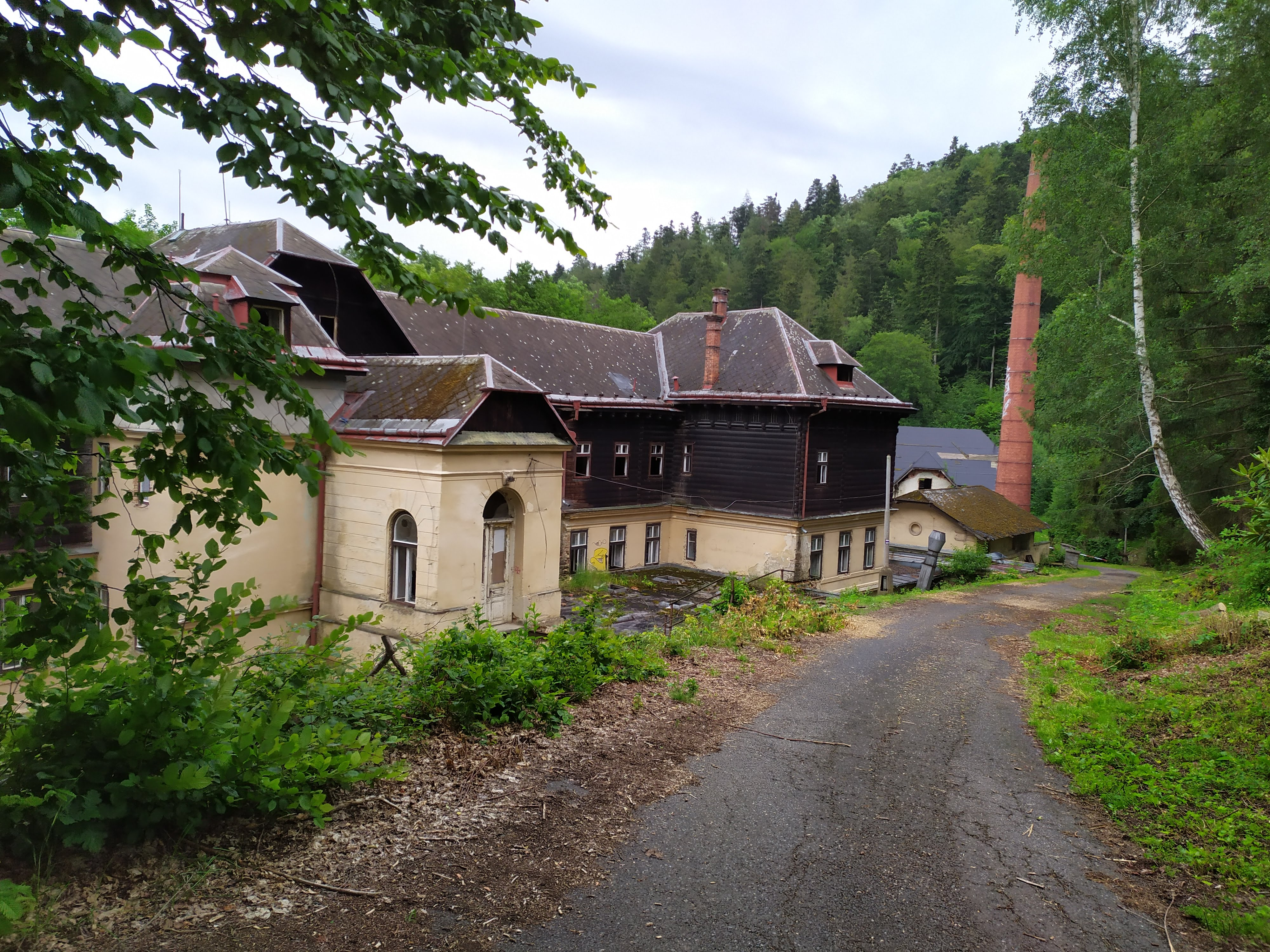
Penzion Pavla – pohled zezadu
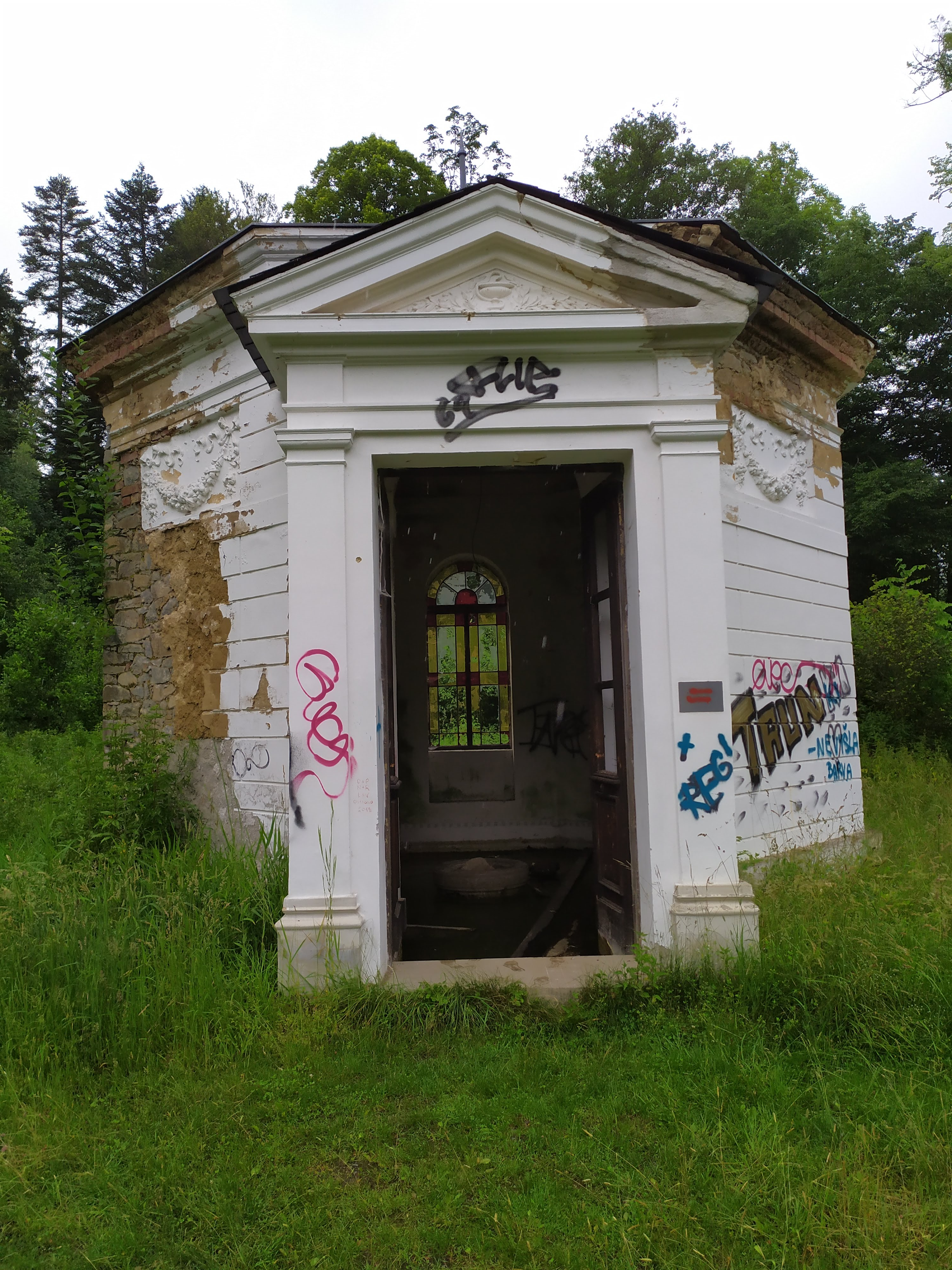
Zdevastovaná budova pramenu Pavla
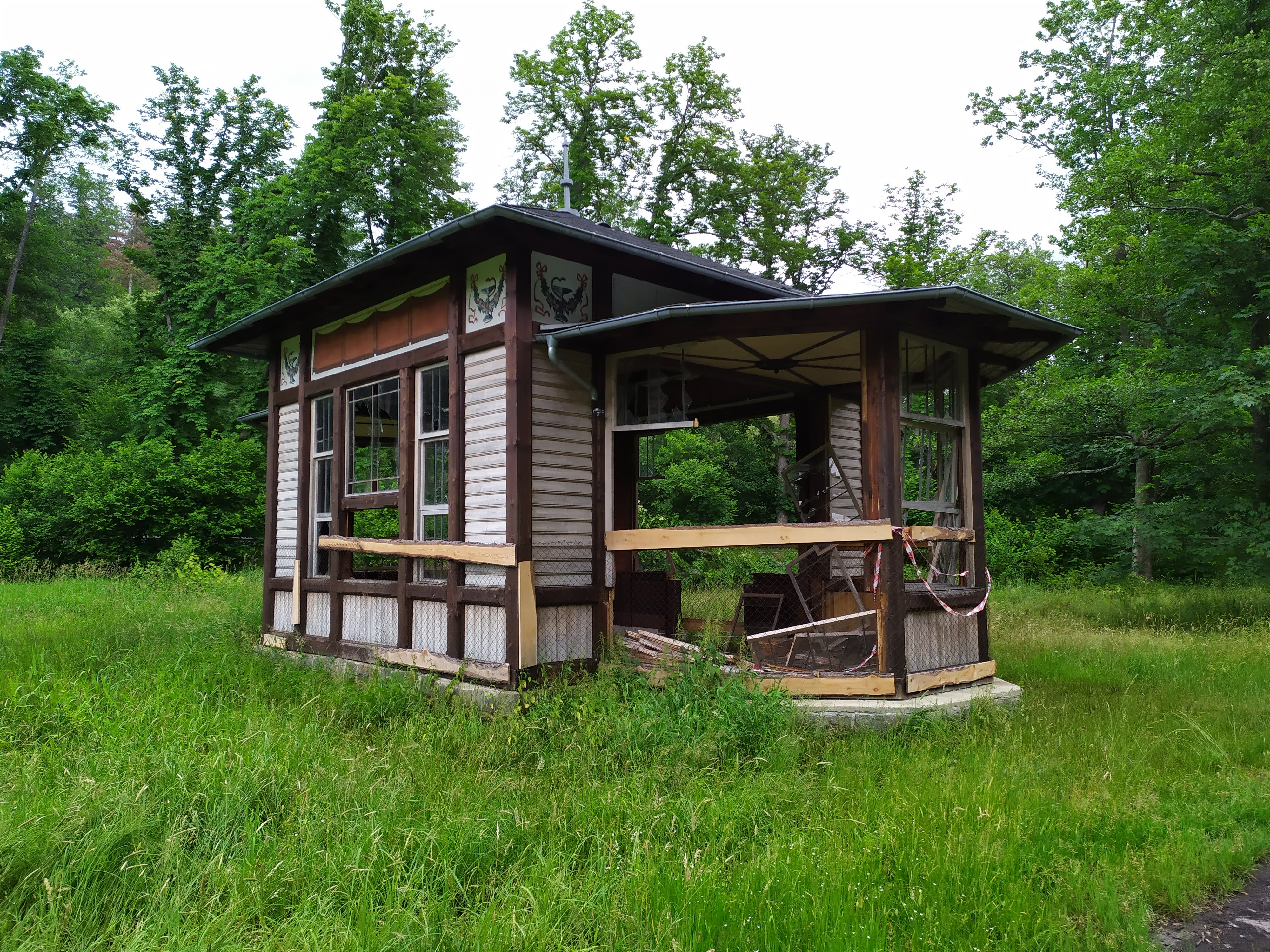
Polorozpadlý altán pramene Marie
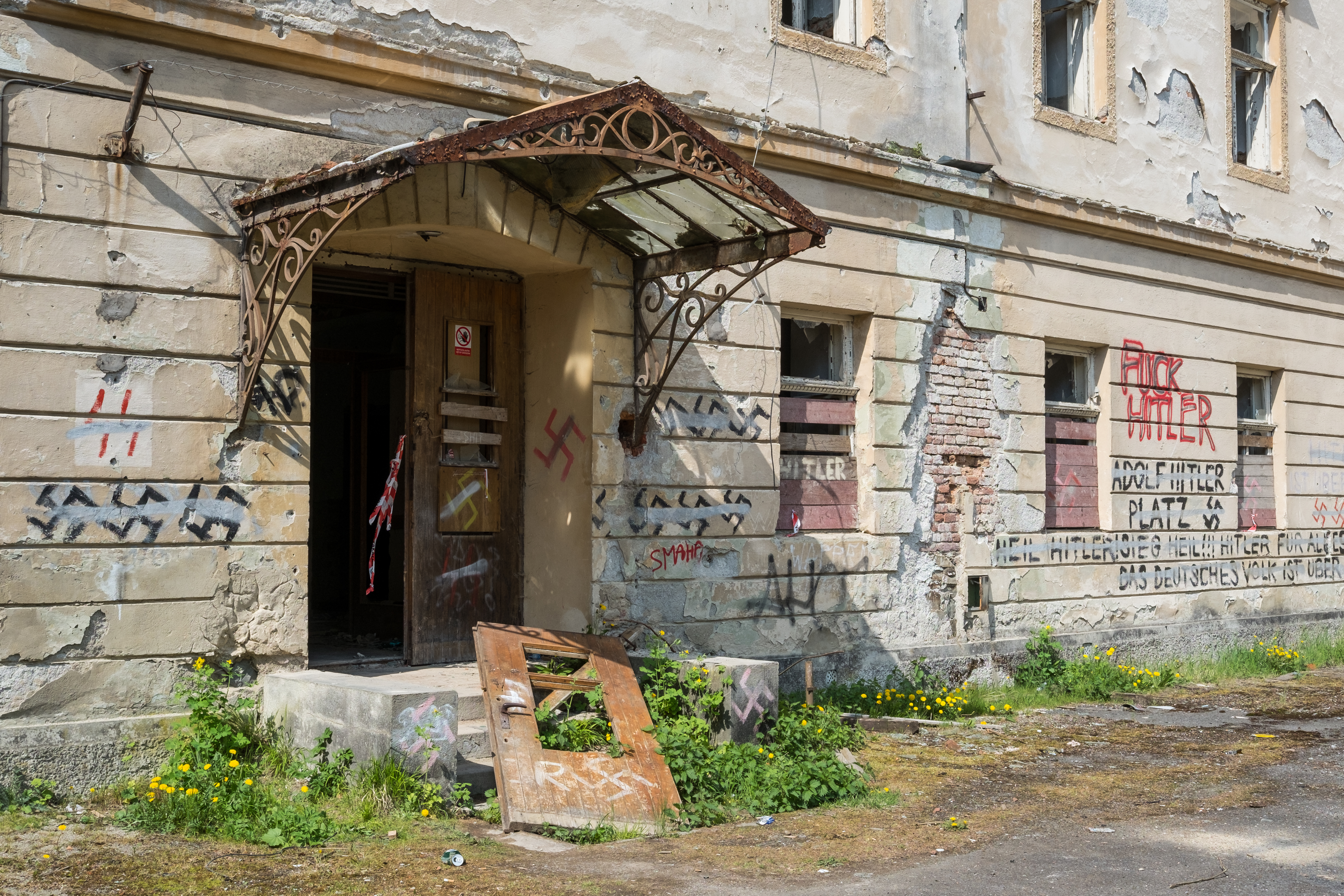
Hlavní budova – vchod
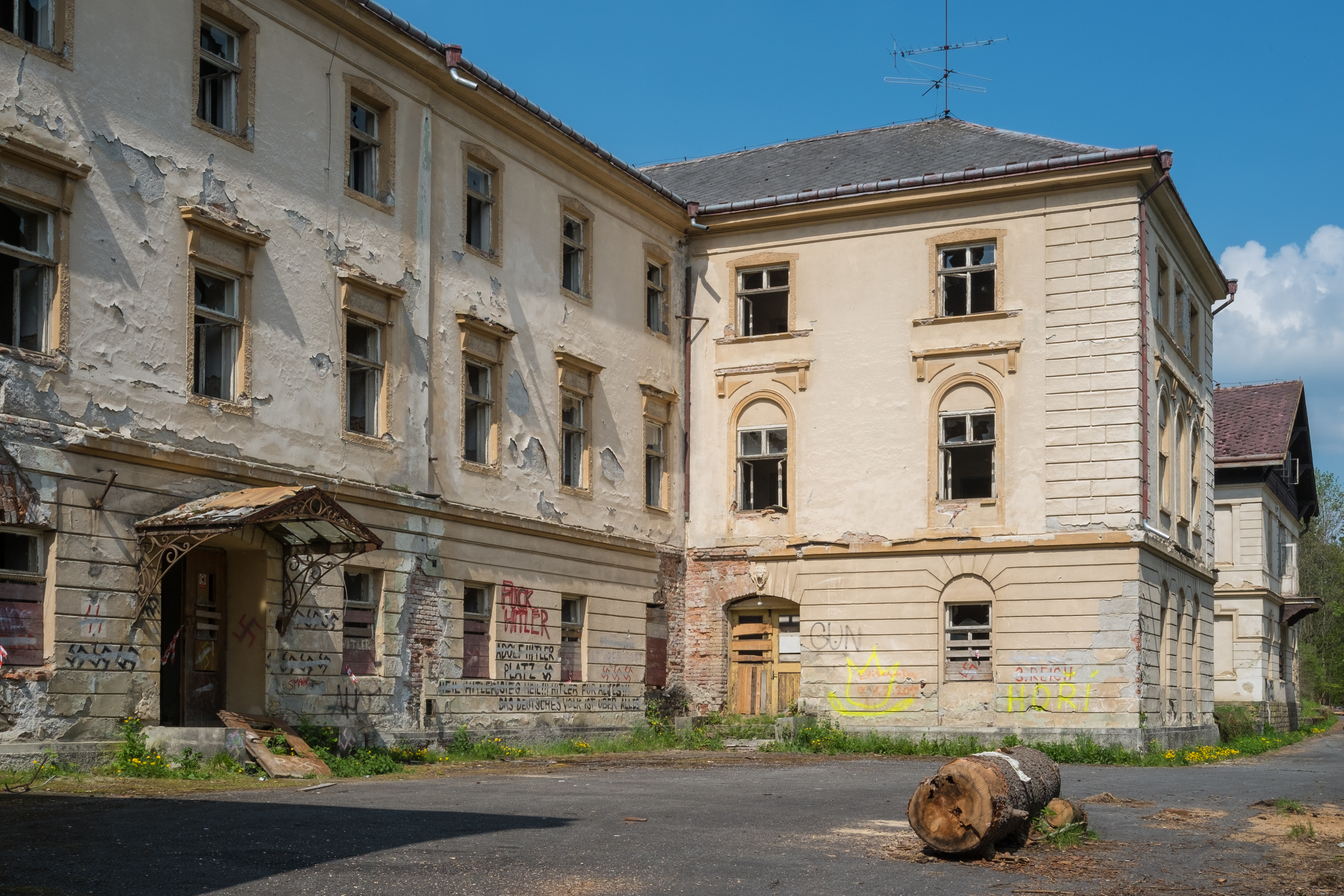
Hlavní budova
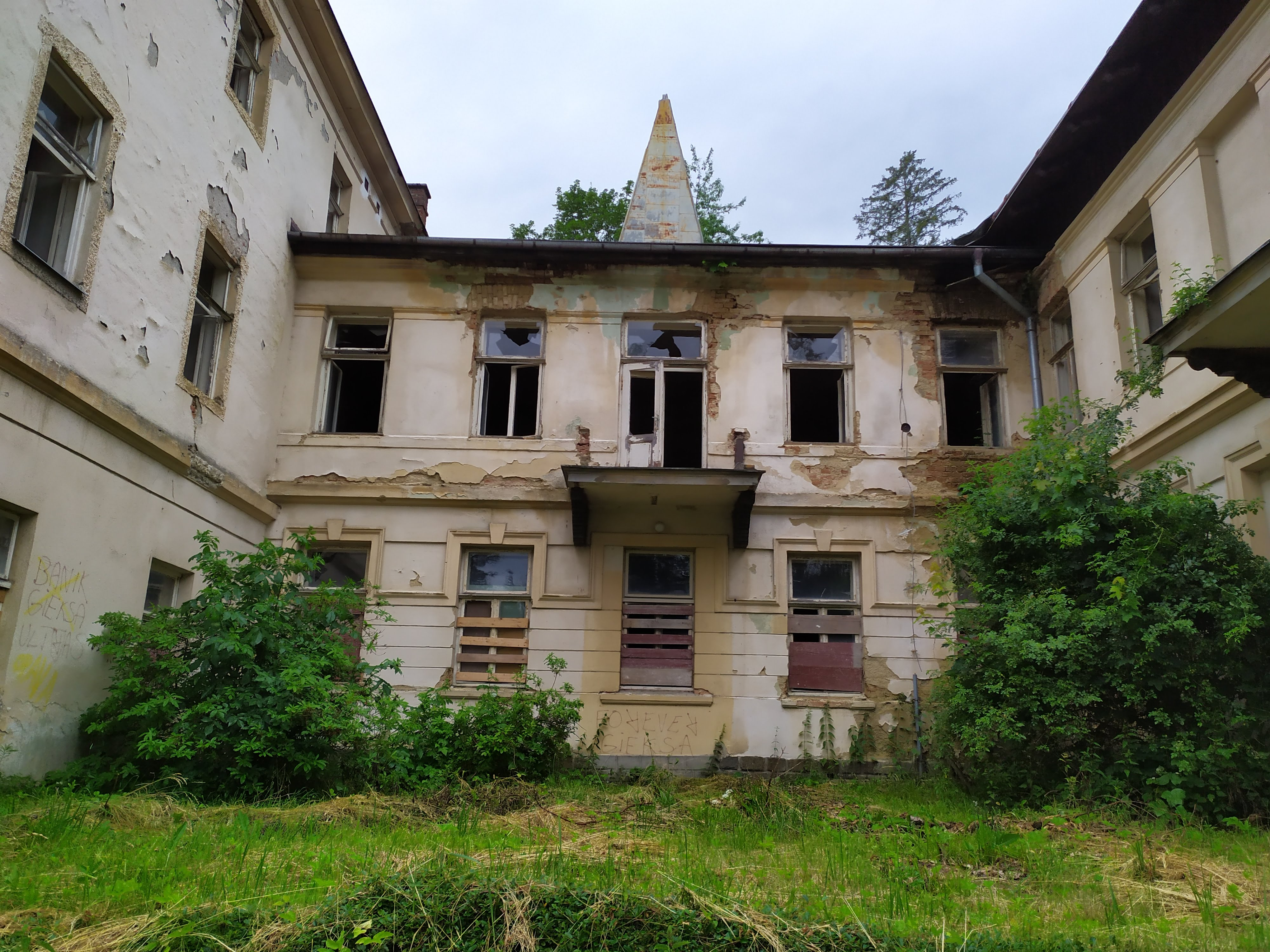
Kaple v hlavní budově
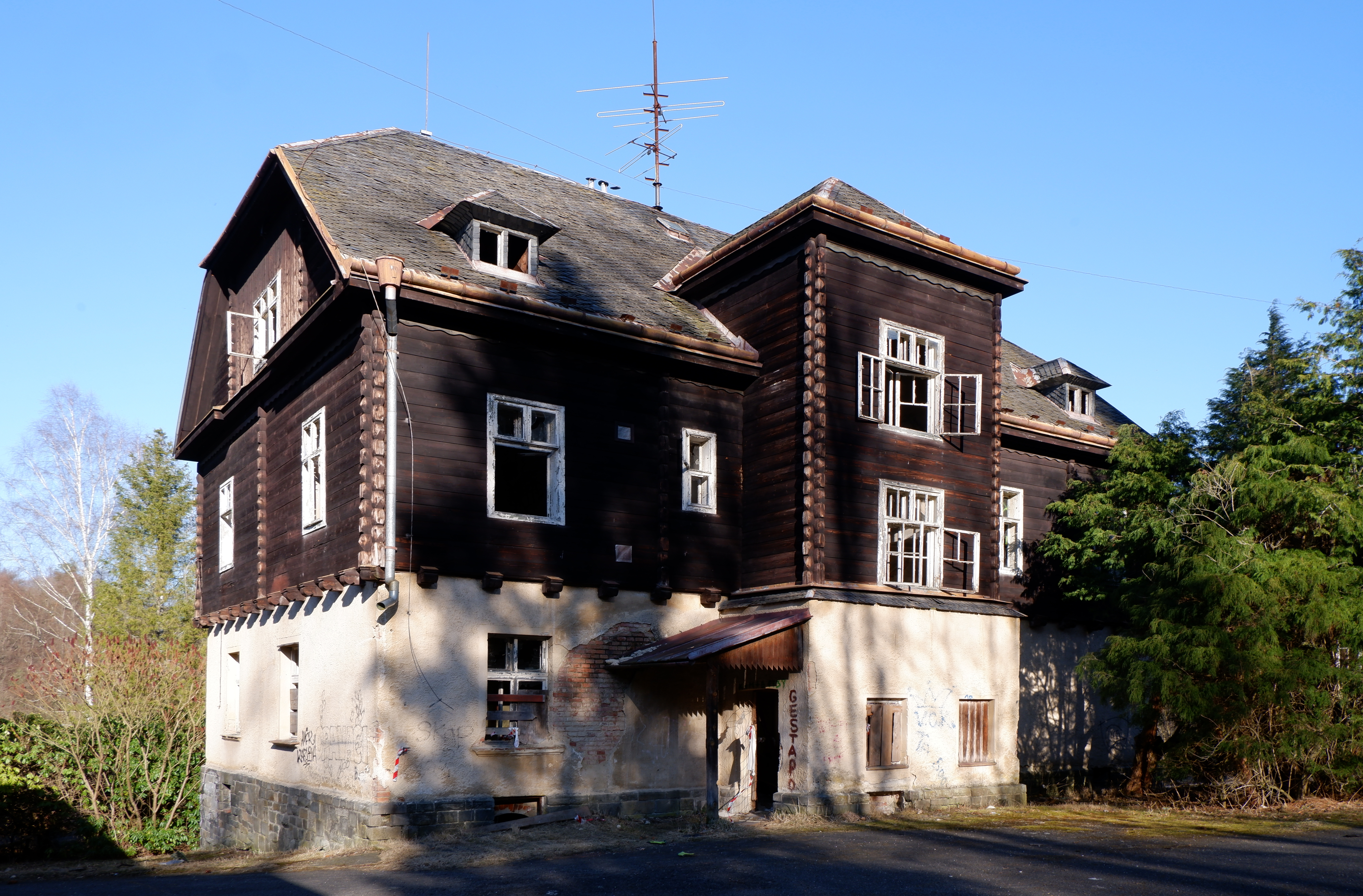
Bývalá správní budova
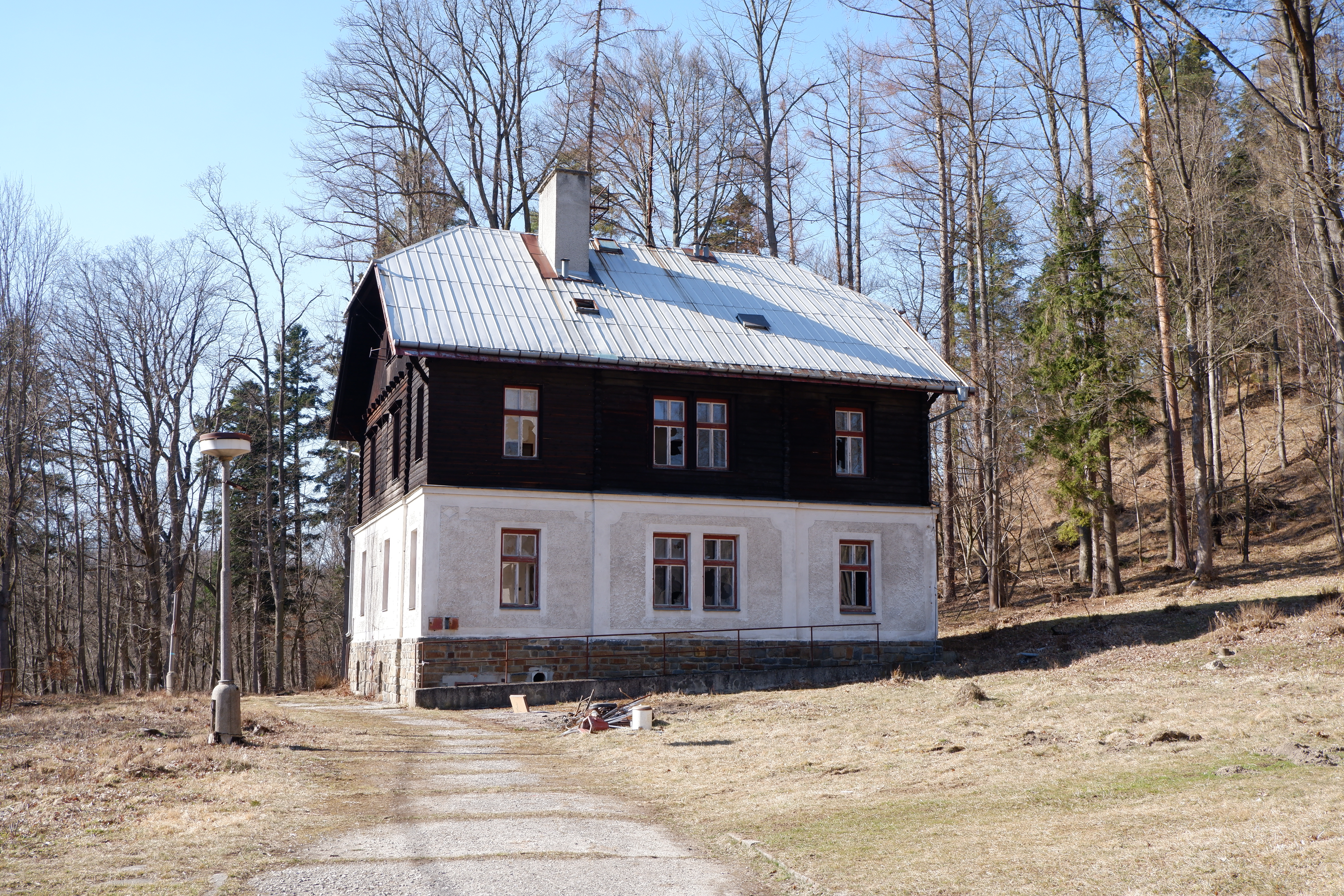
Vila Růžena
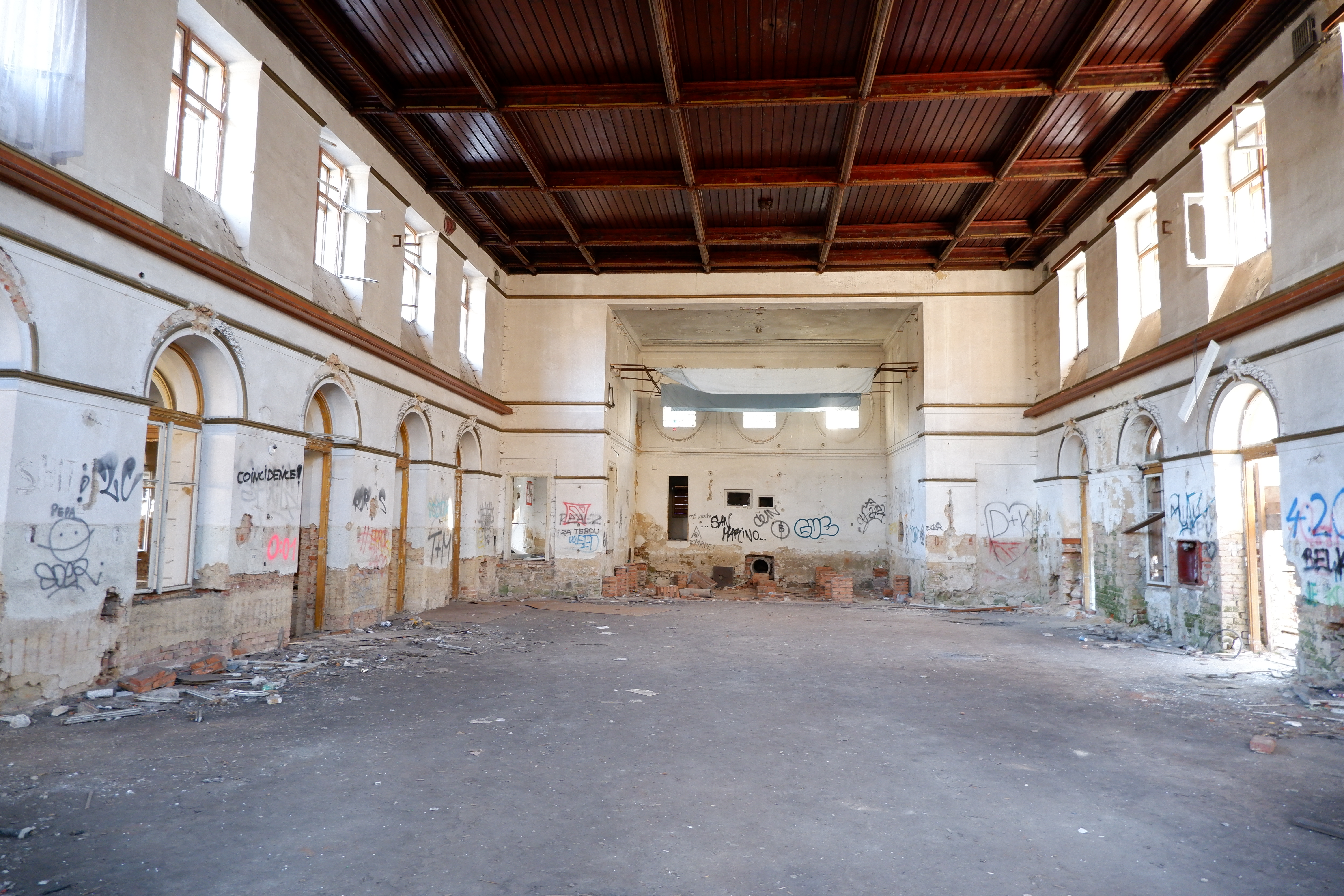
Zdevastovaný interiér – slavnostní síň
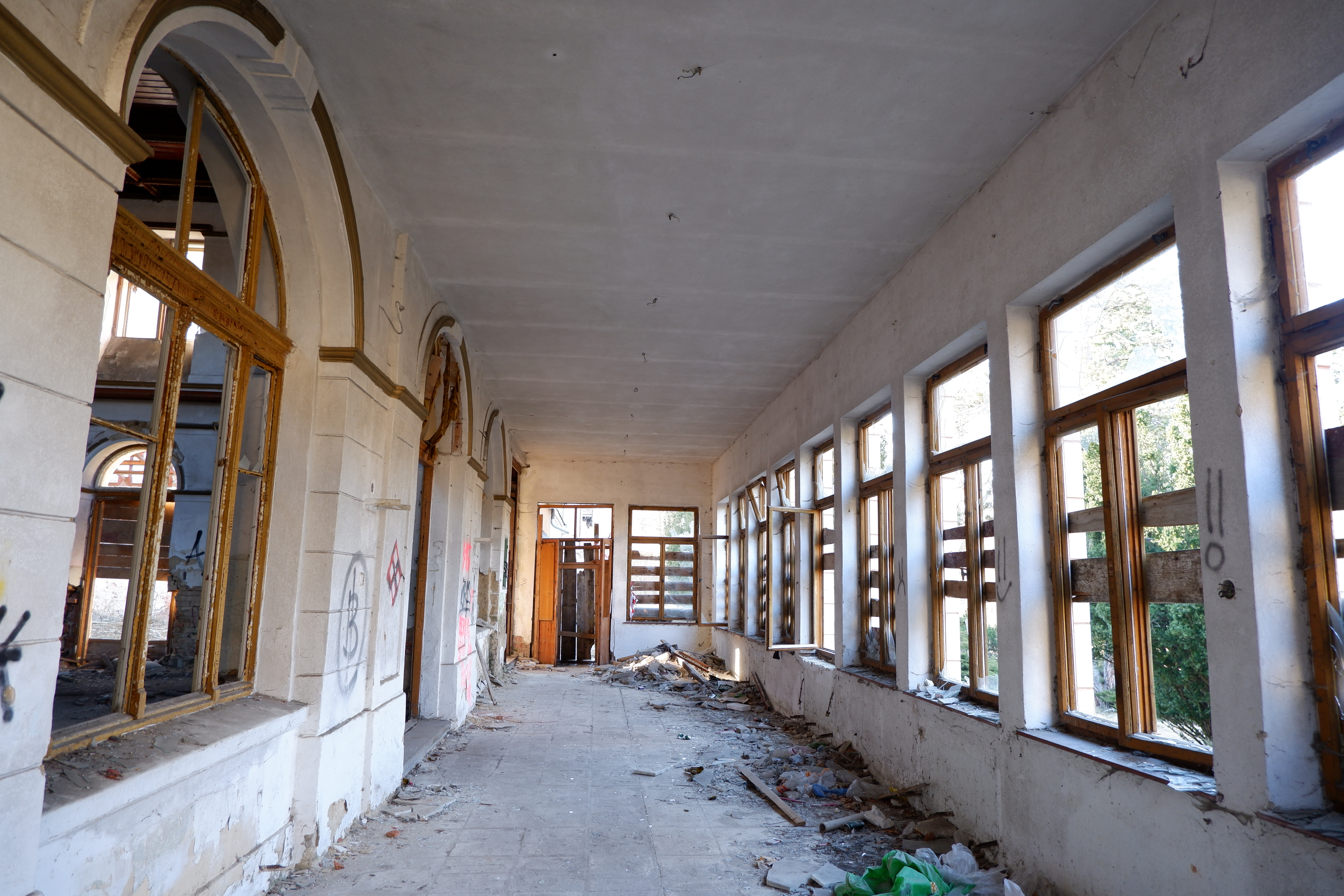
Interiér hlavní budovy
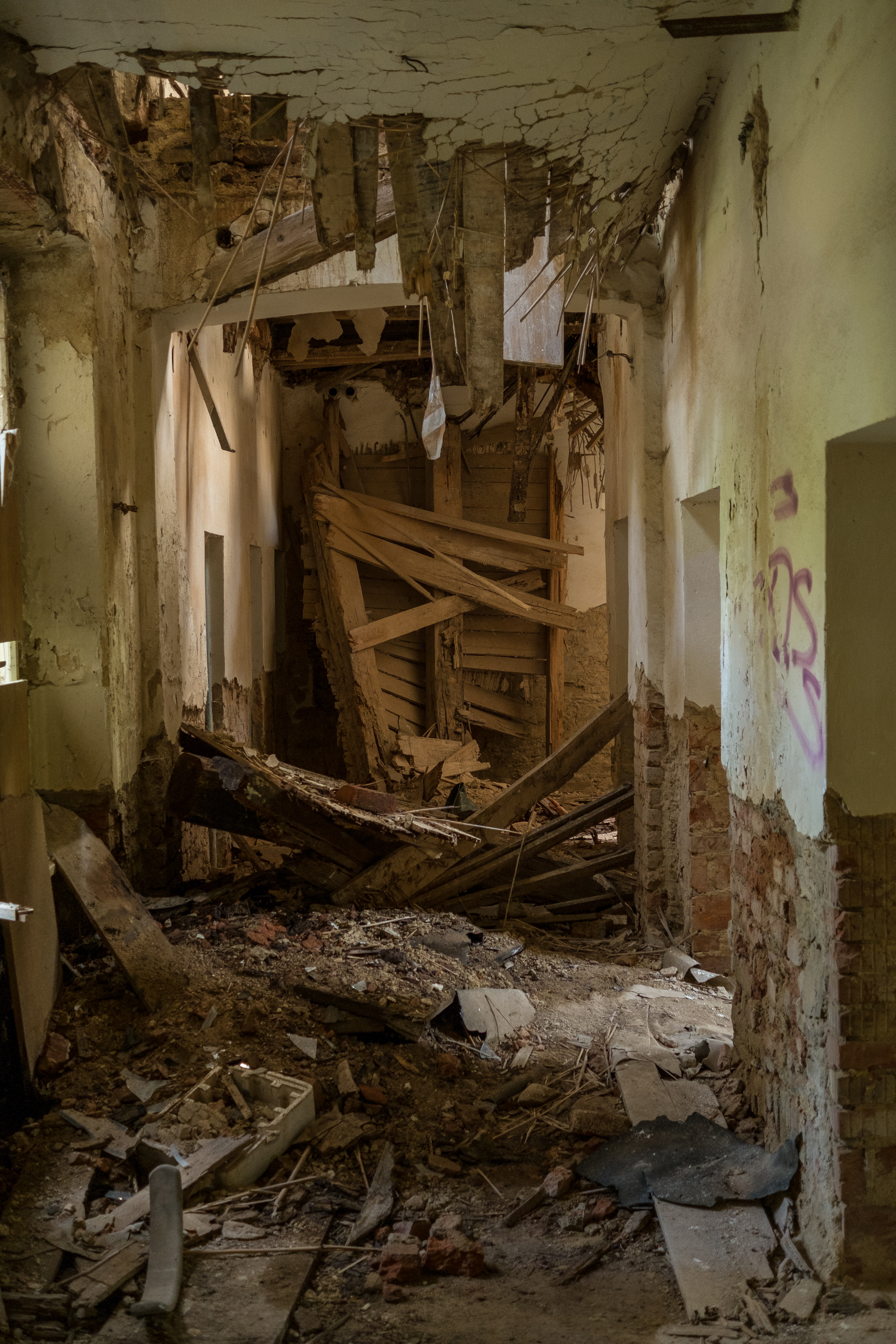
Zdevastovaný interiér – chodba v hlavní budově
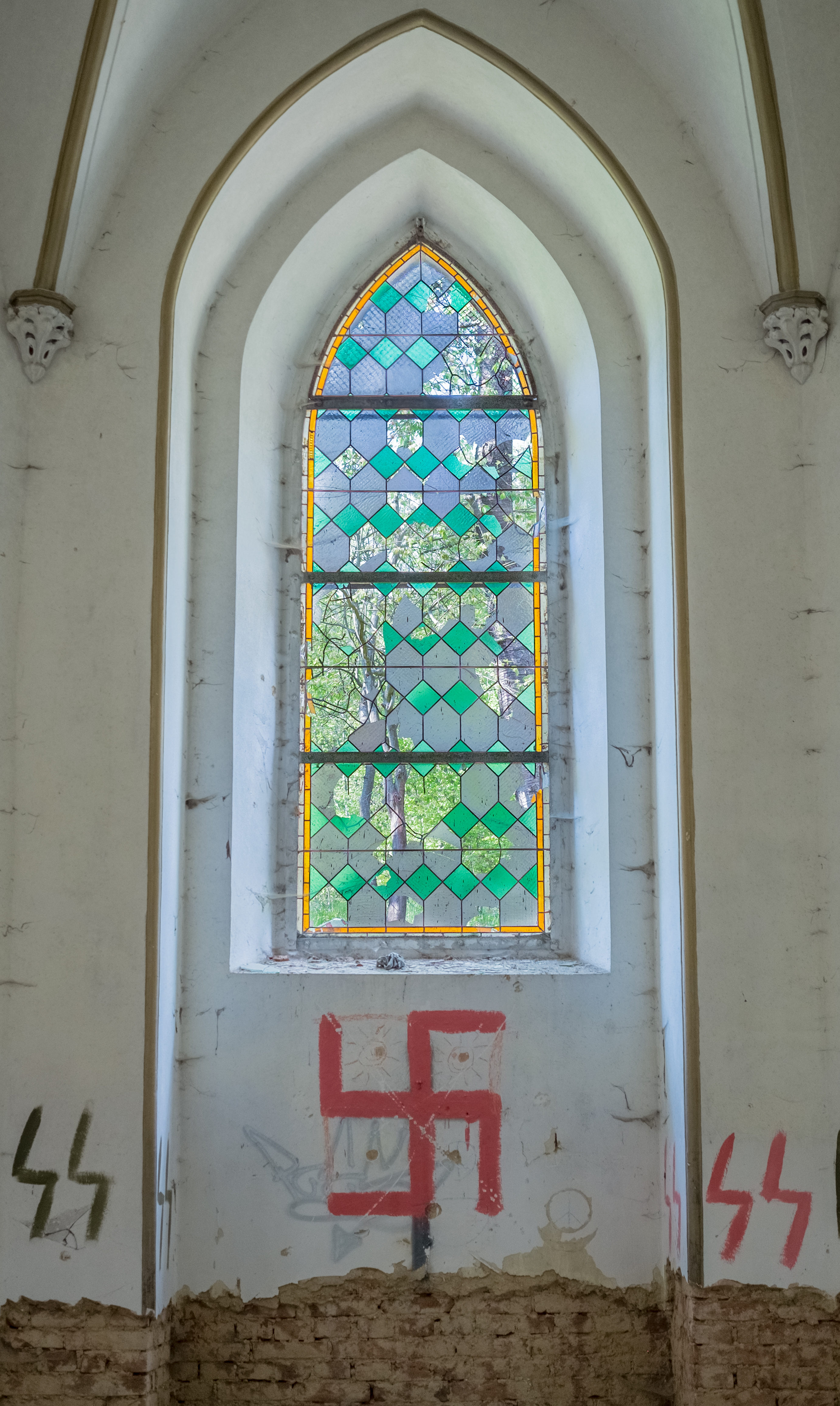
Interiér kaple s neonacistickým graffiti
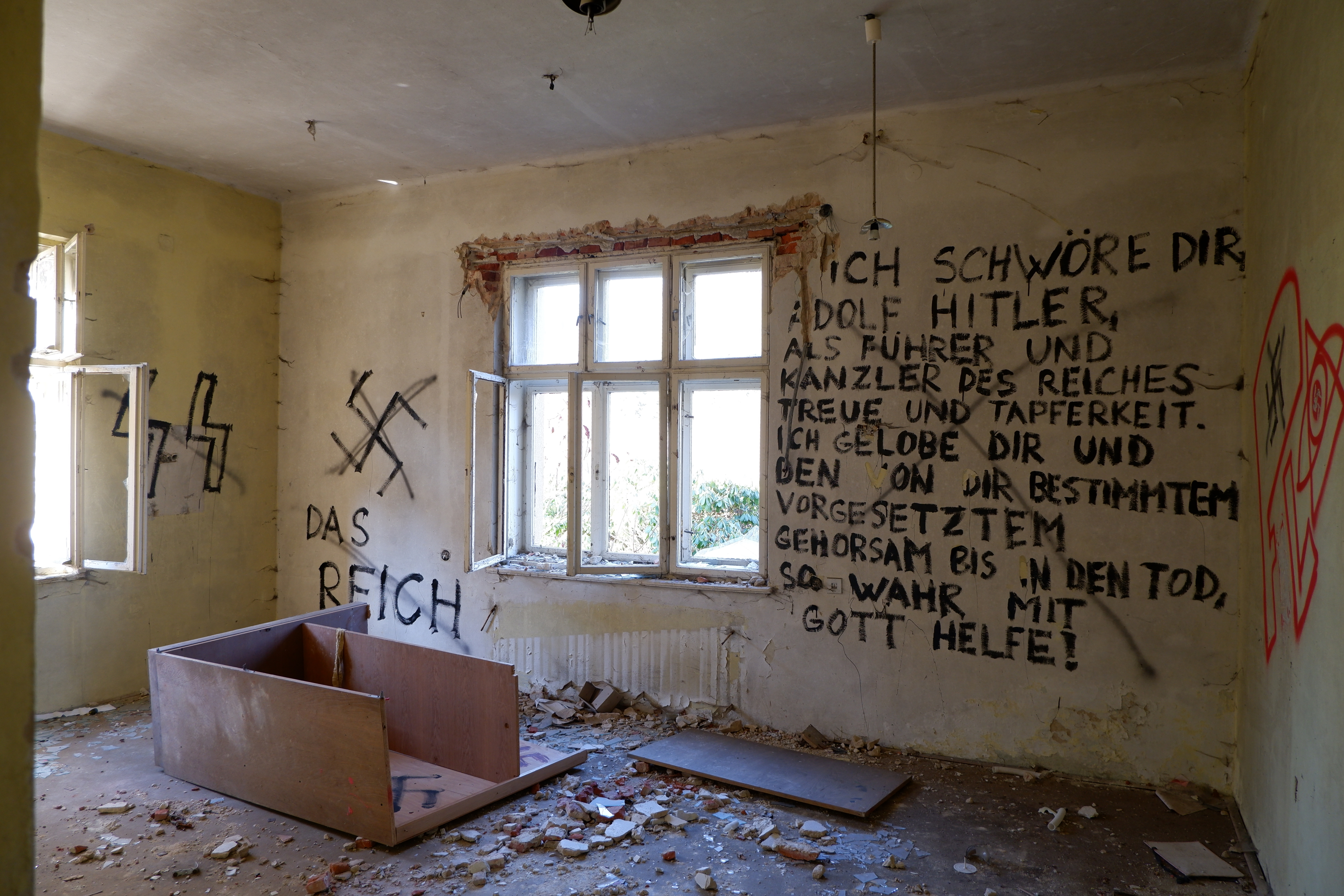
Neonacistické graffiti ve správní budově
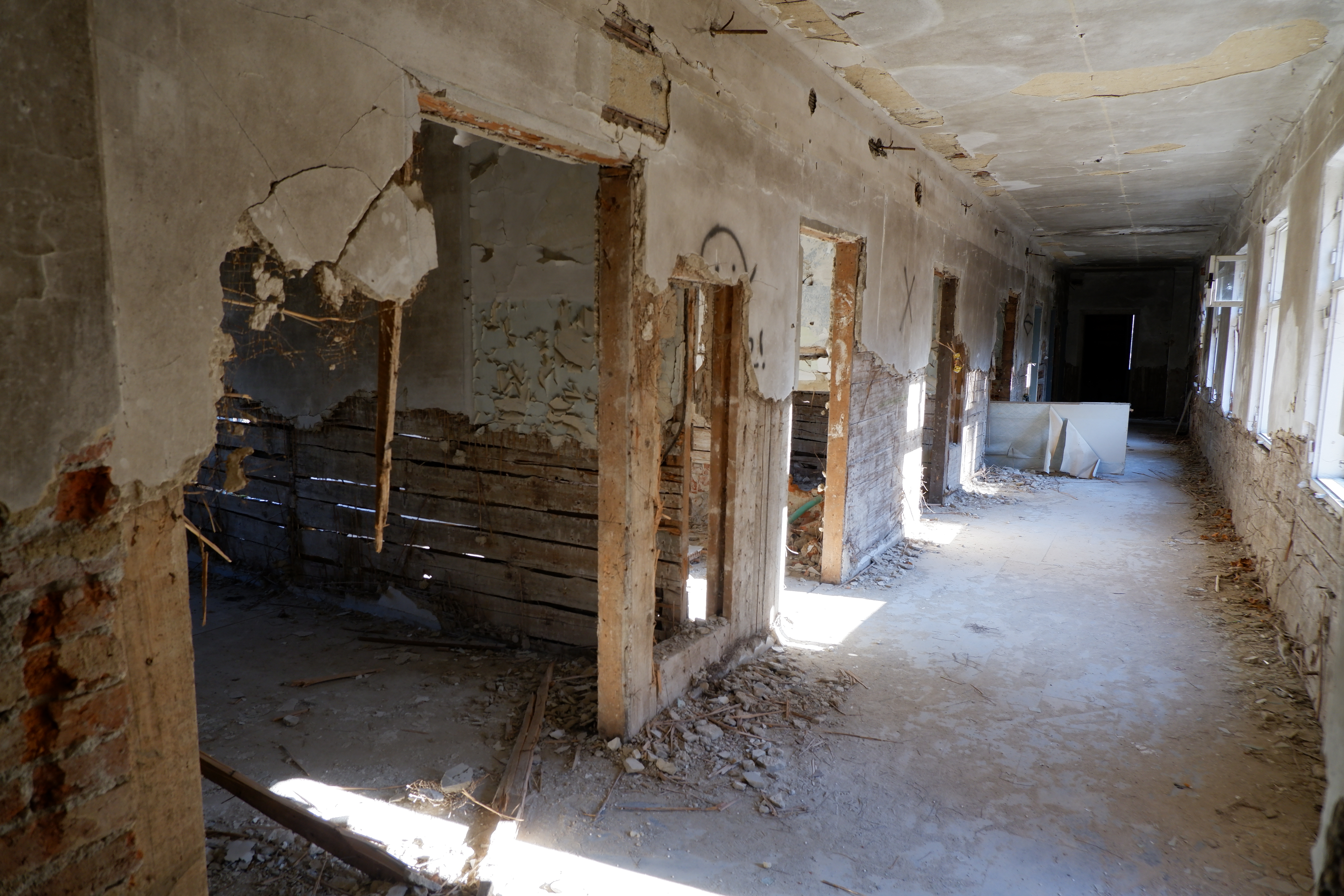
Interiér penzionu Pavla
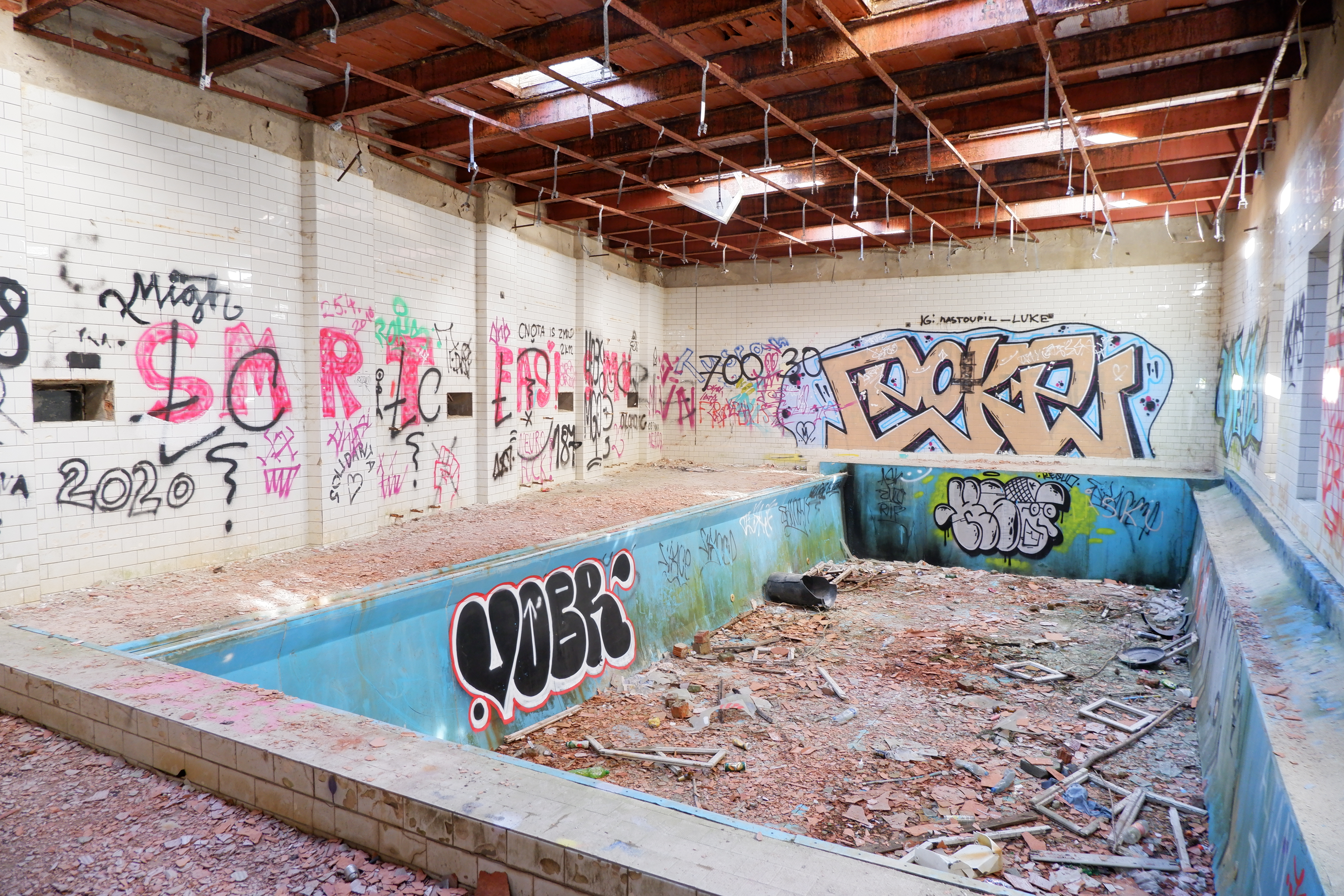
Penzion Pavla – bazén
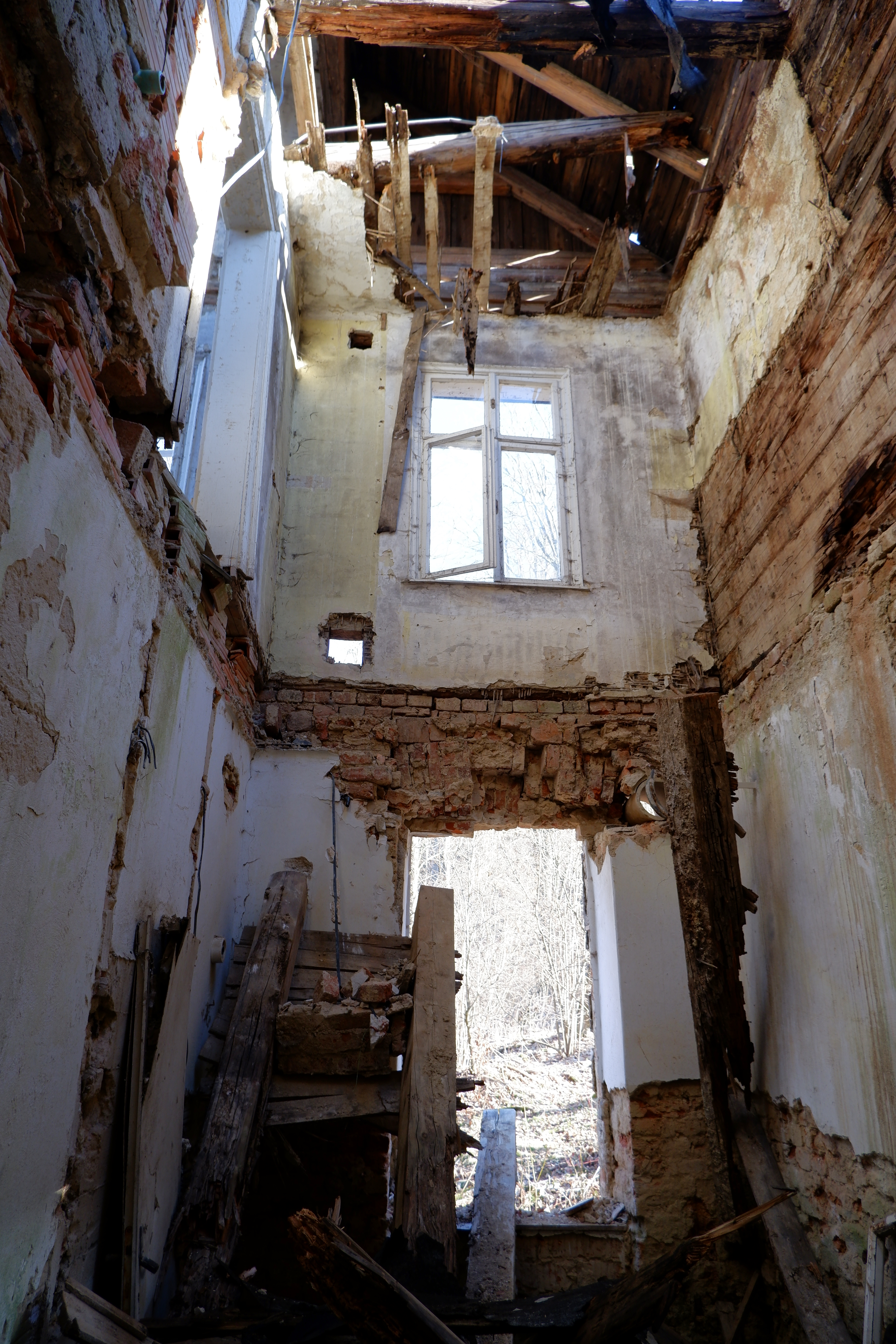
Interiér penzionu Silesia